# 莎菀
莎菀（学名：Arctogeron gramineum）为菊科莎菀属的植物。分布在俄罗斯、蒙古以及中国大陆的黑龙江、内蒙古等地，生长于海拔650米至700米的地区，一般生长在干燥山坡和多砾石处，目前尚未由人工引种栽培。